# NGC 2169
NGC 2169 (другое обозначение — OCL 481) — рассеянное скопление в созвездии Орион. Известно также как скопление «37» из-за того, что его звёзды при наблюдении в телескоп выстраиваются в фигуру, похожую на эти цифры.
Этот объект входит в число перечисленных в оригинальной редакции «Нового общего каталога».
NGC 2169 имеет большую популяцию звёзд с малой массой. Скопление молодое, среди его звёзд нет значительного разброса по возрасту, а у большинства его членов нет свидетельств того, что они в значительной степени потеряли литий.
Изучение звёзд спектрального класса B в NGC 2169 поднимает вопросы о взаимосвязи переменных звёзд типа Беты Цефея и Be-звёзд в этом скоплении.